# Eriopyga lanaris
Eriopyga lanaris är en fjärilsart som beskrevs av Butler 1890. Eriopyga lanaris ingår i släktet Eriopyga och familjen nattflyn. Inga underarter finns listade i Catalogue of Life.